# Xenops tenuirostris
Xenops tenuirostris là một loài chim trong họ Furnariidae.